# Márkus József András
Márkus József András (Nyíregyháza, 1901. július 20. – Léva, 1993. szeptember 11.) metodista lelkész.

## Családi háttér
A Nyíregyháza melletti Verbőci bokorban született Márkus József és Pápai Zsuzsanna második gyermekeként. Bátyja András, öccsei István és Mihály. Apja középbirtokos parasztgazda volt, amellett tanyabíró is, akihez sokan jártak tanácsért, segítségért. A másokkal való törődés fontosságát tőle látták a gyerekek. A tirpák családban otthon csak szlovákul beszéltek, de az édesapa már magyarul is tudott. Édesanyjuk fontosnak tartotta a gyerekek oktatását is. Andrást és Józsefet egy időre elküldte egy ismerős parasztcsaládhoz Kremsbe, hogy németül tanuljanak.

## Magyarországi szolgálata
Az 1900-as évek elejétől Nyíregyházán, a mélyen vallásos evangélikus tirpákok között ébredés indult, amelynek következtében számos evangéliumi közösség alakult. A Szuhánszki Andrásné házában kialakuló csoport külföldről érkezett misszionáriusok révén erősödött meg, Rohacsek József vezetése alatt pedig a metodizmussal is megismerkedett. A népes, jól szervezett gyülekezet 1919-ben válaszút elé kerül, amikor Rohacsek József lelkészt letartóztatták. A gyülekezet 1920-ban küldöttséget menesztett a fővárosba, hogy segítséget találjanak a Kék Kereszt mozgalom vezetőinél. A háromtagú küldöttségben ott volt a 19 éves Márkus József is. A gyülekezet a metodista egyházhoz való csatlakozás mellett döntött, s az első világháborús összeomlást követően újjászerveződő egyház legnépesebb gyülekezetévé vált. Itt kapta lelkészi elhívását Márkus József, s 1921-ben Frankfurtban, a metodista Lelkészképző Szemináriumban megkezdte teológiai tanulmányait. Műveltsége hiányosságait (mindössze hat osztályt végzett korábban) óriási szorgalommal pótolta. Frankfurti tanulmányait követően egy fél évig Londonban is képezte magát.
1925-ben tért haza. Ekkor a györkönyi gyülekezet vezetésére kapott megbízást. 1929-től segédlelkész volt Dékány Elemér mellett Nyíregyházán, ahol 1931-től önálló lelkészi megbízást kapott. Itt találta meg elhívását, vezetése alatt a gyülekezet felvirágzott. 1935-ben ünnepelte a gyülekezet fennállása 25 éves évfordulóját. Ebből az alkalomból jelent meg Márkus József könyve a gyülekezet történetéről Isten műve napjainkban címmel. 1946-ban a nagyhatalmak beleegyezésével Csehszlovákia a nemzeti kérdés rendezésére lakosságcsere egyezményt kötött Magyarországgal. Az áttelepülés ösztönzésére komoly propaganda hadjárat indult, amelyben Márkus József is részt vett. A metodista gyülekezetet Ábrahám és Mózes példájával ösztönözte a kivándorlásra, és "őseik földjére" való hazatérésre. A tömeges kitelepülésben szerepe lehetett a beígért földbirtokoknak, de annak is, hogy a lelkész feltételen tekintélynek számított a gyülekezetben.

## Csehszlovákiában
1947-ben a csehszlovák–magyar lakosságcsere keretében a nyíregyházi gyülekezet néhány családot kivéve áttelepült Csehszlovákiába. A felajánlott települések közül Márkus József a Nyíregyházára leginkább emlékeztető Lévát választotta. Itt és a környező falvakban mintegy 1000 nyíregyházi telepedett le. Márkus József arra törekedett, hogy a gyülekezetet egyben tartsa, lelki életük zárt közösségben folytatódjon tovább. Csehszlovákiában nem csatlakoztak a metodista egyházhoz, hanem a gyülekezeteknek önállóságot hagyó evangéliumi csoportosulások között találták meg lelki otthonukat. A kommunista hatalomátvétel után önállóságukat nem tarthatták meg, hivatalosan a csehszlovák Testvérgyülekezethez (Jednota českobratská) csatlakoztak.

## Család
Márkus József 1925. október 11-én vette feleségül István Ilonát, akitől öt gyermeke született: Aranka, szlovákul Zlatica (1926), Ilona (1927), Zoltán (1929), Gyöngyi, szlovákul Perla (1934) és István (1936). Felesége korai halála után újra megnősült, Elisabeth Niedan diakonisszával 1937-ben kötött házasságot. Két gyermekük született, egy fiatalon meghalt kislány és József (1944). Štefan a Szlovák Köztársaság első magyarországi nagykövete volt. A legfiatalabb fiú, Jozef Markuš egy időben a szélsőséges nacionalista Matica Slovenska szervezet elnöke. Márkus József testvére, Mihály (1912-2004) a budapesti Kir. M. Pázmány Péter Tudományegyetemen szerzett doktori fokozatot néprajzból. A bokortanyák népe című munkája máig forrásértékű a nyíregyházi tirpákság életére nézve. Csehszlovákiába való áttelepülésük után a kassai múzeum igazgatója lett.